# Carmen Disa Gutiérrez
Carmen Disa Gutiérrez Grossi (Santiago, 3 de abril de 1957) es una actriz chilena de cine, teatro y televisión. Recordada en la cultura pop chilena por su actuación como Olguita Marina en la telenovela chilena Sucupira, de 1996 y en Sucupira, la comedia de 1998; y en otras producciones como  Los Pincheira (2004), Te doy la vida (2016), Perdona nuestros pecados (2017), Isla Paraiso, (2018), Yo soy Lorenzo (2019), y Amar profundo (2021).

## Biografía
Hija de Disa Josefina Grossi Aninat. Ingresó al Departamento de Teatro de la Facultad de Artes de la Universidad de Chile, donde obtuvo la Licenciatura en Artes con mención en Actuación Teatral en 1979.
En 1980 se unió a la Compañía Nacional de la Universidad de Chile y luego, se integró a la compañía de teatro Teatro Urbano Contemporáneo (TEUCO) dirigida por Andrés Pérez Araya. 
Su logro interpretativo fue determinante para que la productora Sonia Fuchs, la convocara a su staff de televisión, debutando en la telenovela La Represa de 1984.
Durante la segunda mitad de la década de 1990, se incorporó a la compañía de actores de Vicente Sabatini. Fortaleció su carrera con varias actuaciones en la Época de oro de las teleseries de Televisión Nacional entre 1996 y 2005. En esta época, su mayor repercusión la causó en los años posteriores con Olguita Marina en Sucupira y Sucupira, la comedia. Su papel logró tan relevancia que se transformó en un ícono de la cultura popular chilena.

## Filmografía
| Año  | Título                                            | Papel              | Director              |
| ---- | ------------------------------------------------- | ------------------ | --------------------- |
| 1999 | Juan Fariña                                       | Isabel Leiva       | Marcelo Ferrari       |
| 2001 | Negocio redondo                                   | Amanda             | Ricardo Carrasco      |
| 2003 | El juego de Arcibel                               | Marietta           | Alberto Lecchi        |
| 2005 | Alberto: ¿quién sabe cuánto cuesta hacer un ojal? | Marta              | Ricardo Larraín       |
| 2006 | Fiestapatria                                      | Maggie             | Luis R. Vera          |
| 2007 | El brindis                                        | Ester              | Shai Agosin           |
| 2009 | La Gabriela                                       | Petronila Alcayaga | Rodrigo Moreno        |
| 2013 | La pasión de Michelangelo                         | Judith             | Esteban Larraín       |
| 2014 | Santiago Violenta                                 |                    | Ernesto Díaz Espinoza |
| 2017 | Noche                                             |                    | Inti Carrizo-Ortiz    |

## Televisión
| Año  | Título                   | Papel                       | Notas        |
| ---- | ------------------------ | --------------------------- | ------------ |
| 1983 | La Represa               | Rosalía Sepúlveda           |              |
| 1984 | Marta a las ocho         | Maruca Vásquez              |              |
| 1985 | Morir de amor            | Doris Norambuena            |              |
| 1986 | La Villa                 | María Eugenia Velasco       |              |
| 1987 | Mi nombre es Lara        | Nieves Salazar              |              |
| 1988 | Las dos caras del amor   | Doris                       |              |
| 1989 | A la sombra del ángel    | Soledad Torreblanca         |              |
| 1990 | El milagro de vivir      | Mariana Durán               |              |
| 1991 | Villa Nápoli             | Patricia                    |              |
| 1996 | Sucupira                 | Olga Marín "Olguita Marina" | [ 4 ] [ 2 ]  |
| 1998 | Iorana                   | Dolores Miru                |              |
| 1999 | La Fiera                 | Asunción Catrilaf           |              |
| 2000 | Romané                   | Muriel Cruces               |              |
| 2001 | Pampa Ilusión            | Domitila Fáundez            |              |
| 2002 | El circo de las Montini  | Lidia Canales               |              |
| 2003 | Puertas Adentro          | Laura Cepeda                |              |
| 2004 | Los Pincheira            | Margarita Barraza           |              |
| 2005 | Los Capo                 | Felicia Marín               |              |
| 2006 | Descarado                | Camila Egaña                |              |
| 2007 | Papi Ricky               | Filomena Mena               |              |
| 2009 | Sin Anestesia            | Rosario Huaiquipán          |              |
| 2011 | Peleles                  | Gladys Dávila               | 12 episodios |
| 2012 | Dama y obrero            | Margarita Ulloa             | [ 5 ]        |
| 2013 | Graduados                | Carmen López                | 4 episodios  |
| 2014 | Volver a amar            | Carmen Véliz                |              |
| 2015 | Esa no soy yo            | Socorro Espinoza            |              |
| 2016 | Te doy la vida           | Ester Maldonado             |              |
| 2017 | Perdona nuestros pecados | Lidia Ilić                  | [ 6 ]        |
| 2018 | Isla Paraiso             | Gloria Domínguez            |              |
| 2019 | Yo soy Lorenzo           | Rebeca Rojas                | 10 episodios |
| 2021 | Demente                  | Marta Leiva                 | 12 episodios |
| 2021 | Amar profundo            | Elvira Solís                | [ 9 ]        |
| 2024 | Al sur del corazón       | Tránsito Cafuleo            |              |

| Año        | Título                                 | Papel                                       | Notas                      |
| ---------- | -------------------------------------- | ------------------------------------------- | -------------------------- |
| 1987       | La Quintrala                           | Carmen                                      |                            |
| 1989       | Teresa de los Andes                    | Hermana María Teresa de San Juan de la Cruz |                            |
| 1998-1999  | Sucupira, la comedia                   | Olga Fábrega "Olguita Marina"               |                            |
| 2003; 2005 | La vida es una lotería                 | Melissa / Directora                         | 2 episodios                |
| 2004       | Bienvenida realidad                    | Madre de Miguel                             |                            |
| 2005       | El día menos pensado                   | Hortensia                                   | Episodio: el asilo         |
| 2006; 2009 | Mea culpa                              | Natividad González / Silvia                 | 2 episodios                |
| 2007       | Hotel para dos                         | Alda Matamala                               |                            |
| 2007       | Héroes                                 | María Loreto de Erdoíza y Aguirre           | Episodio: Manuel Rodríguez |
| 2008-2014  | Los 80                                 | Luz Matamala                                | 7 episodios                |
| 2010       | La Colonia                             | Mapuche                                     | Episodio. Indio pícaro     |
| 2012       | Vida por vida                          | Marta                                       | 1 episodio                 |
| 2013       | Malandras                              | Silvia                                      |                            |
| 2013       | El nuevo                               | Margarita                                   | 5 episodios                |
| 2018       | La Cacería: Las Niñas de Alto Hospicio | Hilda                                       |                            |
| 2020       | Historias de cuarentena                | Marta                                       |                            |

## Teatro
- La casa de Bernarda Alba
- El principito
- Iván, el imbécil
- Comedia con fantasma
- Bambalinas de sangre
- El asilo contra la opresión Valparaíso

## Premios
| Año  | Premio           | Categoría                            | Trabajo                  | Resultado |
| ---- | ---------------- | ------------------------------------ | ------------------------ | --------- |
| 2003 | Premio Altazor   | Mejor actriz de cine                 | Negocio redondo          | Ganadora  |
| 2009 | Premio Altazor   | Mejor actriz de teatro               | La Muerte de un Vendedor | Ganadora  |
| 2017 | Premios Caleuche | Mejor actriz de soporte - Teleseries | Te doy la vida           | Ganadora  |